# Trevor Ruffin
Trevor Ruffin (ur. 26 września 1970 w Buffalo) – amerykański koszykarz, występujący na pozycji niskiego skrzydłowego.

## Osiągnięcia
Na podstawie, o ile nie zaznaczono inaczej.
NCAA
- Uczestnik turnieju NCAA (1994)
- Mistrz turnieju konferencji Western Athletic (WAC – 1994)
- MVP turnieju konferencji WAC (1994)
- Zaliczony do:
  - I składu:
    - WAC (1993, 1994)
    - turnieju WAC (1994)
    - pierwszoroczniaków WAC (1993)
    - All-Newcomer (1993)

Drużynowe
- Wicemistrz Szwecji (2000)

Indywidualne
- MVP ligi szwedzkiej (2000)
- Uczestnik NBA Rookie Challenge (1995)